# 朱逵𣏌
韓莊王朱逵𣏌（？—1609年），明朝第十代韓王韓端王朱朗錡的嫡第一孫，追封韓王韓簡王朱璟浤的嫡第一子，母尚妃。他在萬曆初出生，於萬曆二十年（1593年）封世孫，但未及襲封韓王就在萬曆三十六年（1609年）去世，諡號溫穆世孫。
三年後（萬曆三十九年，1611年）其子韓王朱亶𡺊嗣位，追封他為韓王，諡號莊。